# 大化瑶族自治县
大化瑶族自治县是中国广西壮族自治区河池市所辖的一个自治县。总面积为2754平方公里，境内有大化水电站、岩滩水电站。自治县人民政府駐大化鎮新化路。

## 历史沿革
大化县城古为百越之地，秦属桂林郡地，汉元鼎六年划入定周县，五代十国时统属宜州地，宋归右江道，元属田州路，明清时隶属思恩府，1949年前后分属都安、巴马瑶族自治县和马山县。1988年10月始成立大化瑶族自治县，县人民政府驻大化镇。

## 行政区划
大化瑶族自治县下辖4个镇、12个乡：
大化镇、都阳镇、岩滩镇、北景镇、共和乡、贡川乡、百马乡、古河乡、古文乡、江南乡、羌圩乡、乙圩乡、板升乡、七百弄乡、雅龙乡和六也乡。

## 人口
2022年，全县总人口49万人，户籍总人口48.555万人，常住人口36.37万人。
大化县境内有瑶、壮、汉、毛南、满、仫佬、水、苗、回、侗、彝等11个民族。据第七次人口普查数据显示，汉族人口为24647人，占6.75%；瑶族人口为101401人，占27.78%；壮族人口为238192人，占65.26%。

## 地理情况
大化县属喀斯特地貌，境内峰丛密布，东北部和西南部为峰丛洼地，东南部多为峰丛谷地，中西部为低山丘陵。红水河贯穿大化全境，整体地势呈西北向东南倾斜。大化县地处南亚热带季风气候区北缘，气候温和，雨热同季。年平均气温18.2—21.7℃，年降雨量为1249—1673mm之间。
- 大化一桥（近端）、二桥（远端）

## 交通

### 公路
- 贺西高速、 355国道。